# Mary McCarthy
Mary Therese McCarthy (Seattle, 21 juni 1912 - New York, 25 oktober 1989) was een Amerikaans schrijfster, criticus en activiste.

## Leven en werk
Mary McCarthy verloor haar ouders op zesjarige leeftijd aan de Spaanse griep en werd vervolgens opgevoed door haar streng gelovige katholieke grootouders van vaderskant en een oom door wie ze werd misbruikt. Toen de situatie onhoudbaar werd, werd de opvoeding overgenomen door de joodse grootouders van haar moederskant. In haar autobiografie “Herinneringen aan mijn roomse jeugd” (in Nederland verschenen in de reeks Privé-Domein) vertelt ze oprecht en zonder “omzien-in-wrok“ van haar moeilijke jeugd.
Als jonge vrouw keerde McCarthy zich af van het katholieke geloof en werd atheïst. Ze raakte gelieerd met communistische kringen en schreef kritische artikelen in vooraanstaande Amerikaanse tijdschriften. Eind jaren dertig steunde ze Trotski in zijn oppositie tegen de schijnprocessen in de Sovjet-Unie, waarna ze tijdens de oorlog toch weer sympathie opvatte voor Jozef Stalin. In de jaren vijftig keerde ze zich echter definitief af van het Russische communisme, maar tegelijkertijd tegen de anticommunistische hetze van Joseph McCarthy in Amerika. In de jaren zestig stond ze bekend als een fel tegenstander van de Vietnamoorlog, in de jaren zeventig trok ze fel van leer in het Watergateschandaal
Het literaire werk van McCarthy trok vooral aandacht door haar uitermate openhartige beschrijving van het New Yorkse intellectuele milieu van rond 1940 (bijvoorbeeld in “The company she keeps”), hetgeen in die tijd als scandaleus werd ervaren. Succes had ook haar novelle “The Group” (1962, in 1966 verfilmd).
McCarthy kreeg verder veel bekendheid door haar vriendschap met Hannah Arendt en de filosofische briefwisseling die ze met haar onderhield. Ook schreef ze een aantal filmscripts.
Mary McCarthy trouwde vier keer, onder meer met de bekende criticus Edmund Wilson. Ze stierf in 1989 ten gevolge van longkanker.

## Werken (selectie)
- The Company She Keeps (1942)[1]
- The Oasis (1949)
- The Groves of Academe (1952)
- A Charmed Life (1955)
- Venice Observed (1956)

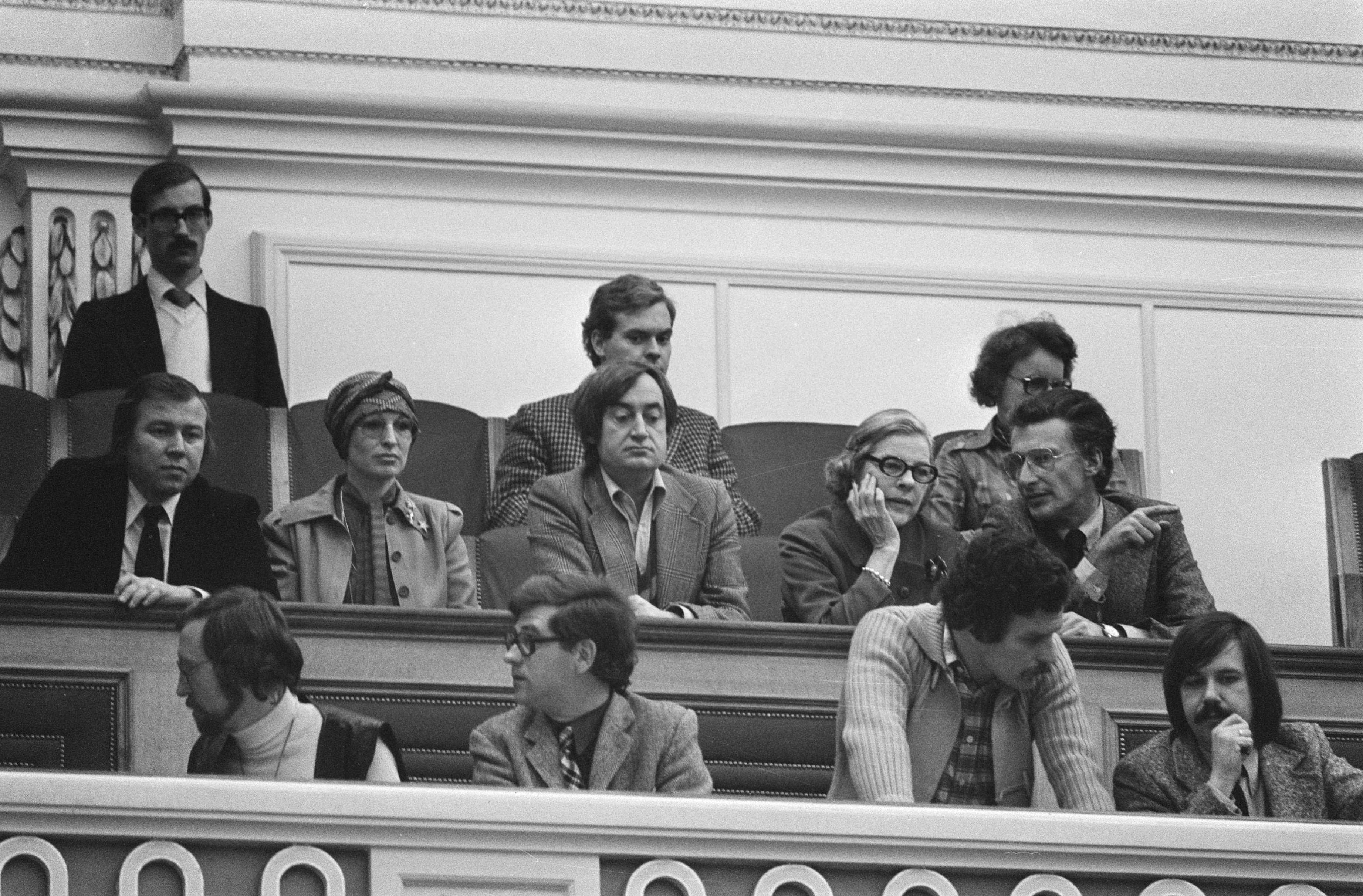
McCarthy (tussen Nooteboom en Mulisch) in Nederland (1975)

- Memories of a Catholic Girlhood (1957), Nederlands: Herinneringen aan mijn roomse jeugd (Privé-Domein)
- The Stones of Florence (1959)
- The Group (1962),
- Vietnam (1967)
- Hanoi 1968 (1968)
- The Writing on the Wall (1970)
- Birds of America (1971)
- The Mask of State: Watergate Portraits (1974)
- Cannibals and Missionaries (1979)
- Ideas and the Novel (1980)
- How I Grew (1987)
- Intellectual Memoirs (1992)
- Arendt, Hannah und McCarthy, Mary, Between Friends: The Correspondence of Hannah Arendt and Mary McCarthy, 1949-1975.